# Isla Phillip (Norfolk)
Isla Phillip (en inglés: Phillip Island) es una isla deshabitada situada a 6 km al sur de la Isla Norfolk, en el suroeste del Pacífico, y parte del grupo de la Isla Norfolk. Fue nombrada así en 1788 por el teniente Philip Gidley King en honor de Arthur Phillip, el primer gobernador de Nueva Gales del Sur. Es una parte del territorio australiano de la Isla Norfolk. Se incluye en el parque nacional Isla Norfolk, al igual que las vecinas isla de Nepean, y un 10 por ciento de la Isla Norfolk propiamente dicha. Isla Phillip tiene una superficie de 190 ha, con 2,1 km de este a oeste y 1,95 km de norte a sur, siendo su punto más alto, Jacky Jacky, que se eleva 280 m sobre el nivel del mar. La isla es de origen volcánico, compuesta de toba basáltica y lava que data de la época del Mioceno.